# タウンハウス・スタジオ
タウンハウス・スタジオ (Townhouse Studios) は、かつて西ロンドンにあった録音スタジオである。正式名称はザ・タウン・ハウス (The Town House) 。1978年にリチャード・ブランソンによって建てられ、ヴァージン・スタジオ・グループの一つとしてバーバラ・ジェフリーズが運営していた。ヴァージン・スタジオ・グループはリチャードによって1992年にヴァージン・レコードと共にEMIに売却され、その後2002年にサンクチュアリ・グループがEMIから買収している。サンクチュアリによる買収後の2008年4月頃にユニバーサルがスタジオを閉めたが、タウンハウス・スタジオでその技術を磨いたレコーディング・エンジニアで音楽プロデューサーのアル・ストーンは、スタジオの最後を見届けるだけのために、2006年にサンクチュアリのもとでスタジオ運営をした。施設内には3つのレコーディング・ルームがあり、それぞれNo.1、No.2、No.4とナンバリングされていたが、No.3はザ・フーが所有するラムパート・スタジオを指している。
タウンハウス・スタジオでレコーディングをしたアーティストには、エルトン・ジョン、クイーン、フィル・コリンズ、ザ・ジャム、エイジア、ブライアン・フェリー、コールドプレイ、ミューズ、デュラン・デュラン、ジャミロクワイ、カイリー・ミノーグ、オアシス、XTC、ロビー・ウィリアムズなどがいる。「ストーン・ルーム」と呼ばれたスタジオ2は、ドラムのレコーディングで1980年代に特に人気があった場所であるが、これは世界中のラジオを席巻し、ポップ史最大のヒット曲の一つに数えられるフィル・コリンズの「夜の囁き」のドラムが、ヒュー・パジャムのプロデュースのもと、ここスタジオ2で収録されていたことによるものである。
タウンハウス・スタジオは、その歴史を通してソリッド・ステート・ロジックと緊密であり、Bシリーズをイギリスで最初に導入したスタジオである。また、SSLの生産した1000台目のコンソールもスタジオ1に納入された。使用されていたSSL 4000Bは現存しており、使用されていた当時以上に良好な状態が保たれている。